# عليقة الشمالية
عليقة الشمالية هي إحدى القرى المحتلة والمدمرة التابعة لمحافظة القنيطرة في هضبة الجولان بجنوب غرب سوريا.
قرية تتبع ناحية قرى مركز ومنطقة القنيطرة، محافظة القنيطرة (36ن- 560 م) تقع في أرضي بركانية وعرة تنحدر غرباً، يبدأ عندها وادي دبورة المتجه غرباً، وهي على الطريق العامة : القنيطرة - جسربنات يعقوب إلى الجنوب الغربي من مدينة القنيطرة بـ (16) كم. وجدت في موقع الشيخ مرزوق جنوب غرب العليقة بنحو 1 كم، بقايا أبنية حجرية قديمة وحجارة مرصوفة هي بقايا الرصيف الروماني، الذي كان يتجه على فلسطين، كما وجدت في الموقع فخاريات من العهود الرومانية والبيزنطية والعربية. يزرع سكانها بعلاً الحبوب والبقول والخضار رياً من مياه الينابيع التي تعد مصدراً لمياه الشرب، تتبعها مزرعة عليقة الجنوبية.